# Porella patula
Porella patula är en mossdjursart som först beskrevs av Michael Sars 1851.  Porella patula ingår i släktet Porella och familjen Bryocryptellidae. Arten är reproducerande i Sverige. Inga underarter finns listade i Catalogue of Life.